# Ramsan Kadyrov
Ramsan Akhmadovitj Kadyrov (russisk: Рамзан Ахматович Кадыров; tjetjensk: Къадар Ахьмат-кӏант Рамзан) (født 5. oktober 1976 i Tsenteroj, Tjetjenien) er præsident og fungerende statsminister i den russiske delrepublik Tjetjenien. Han er søn af den tidligere præsident Akhmad Kadyrov, som blev myrdet i et attentat 9. maj 2004.
Kadyrov blev fungerende præsident 15. februar 2007 efter Alu Alkhanov, som da blev udnævnt til vicejustisminister i Rusland af præsident Vladimir Putin. 2. marts 2007 blev han erklæret præsident af Tjetjeniens nationalforsamling. Han er træner for et fodboldhold i Rusland, Terek FC.